# Southern Gothic

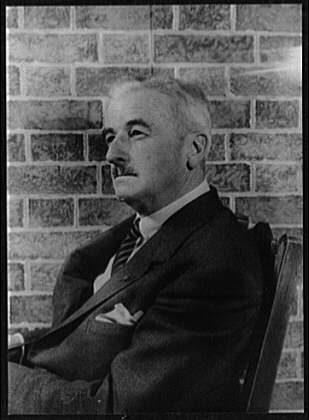
William Faulkner, 1954.

Le Southern Gothic est un genre littéraire, cinématographique et musical  propre aux États-Unis influencé par des éléments de la fiction gothique et par la culture du Sud américain. Il se caractérise par la récurrence de certains thèmes, supposés typiques des États du Sud : les paysages de marécages, de bayous, les plantations à l'abandon, les lieux reculés où vivraient des personnages perturbés ou excentriques aux coutumes et croyances macabres, la magie (en particulier le vaudou). Ces thèmes sont souvent liés à la pauvreté et à l'aliénation vécues dans le Sud américain.

## Chronologie

### Origines
Le genre Southern Gothic puise ses origines dans la littérature gothique américaine qui a vu le jour au XVIIIe siècle, s'inscrivant dans la lignée du roman gothique anglais, tout en étant influencé par l'héritage des Puritains, de la frontière et de la question raciale. L'œuvre de Mark Twain, avec sa critique sociale et ses personnages excentriques, intégrait des thèmes qui deviendraient emblématiques de la littérature Southern Gothic. De plus, bien que l'œuvre d'Edgar Allan Poe ne se déroule pas dans le Sud américain, elle a été fondamentale pour le développement du genre. Son accent sur des décors délabrés, des personnages emplis d'anxiété, et des relations raciales et sexuelles transgressives a fortement influencé les écrivains ultérieurs du Southern Gothic.
Cependant, c'est dans le contexte de la Guerre de Sécession que les prémices d'un genre de littérature gothique proprement sudiste ont véritablement émergé. La défaite des Confédérés lors de la Guerre de Sécession et la période subséquente de Reconstruction ont bouleversé les normes établies de classe et de race, conduisant à des anxiétés concernant la race et à une méfiance vis-à-vis du progrès. Ceci, couplé à la géographie rurale du sud et à l'héritage de l'esclavage, a jeté les bases pour le développement du genre,.
Le genre ne s'est toutefois consolidé qu'au XXe siècle, lorsque le romantisme noir, l'humour du Sud et le nouveau naturalisme littéraire se sont fusionnés en une forme nouvelle et puissante de critique sociale.

### William Faulkner

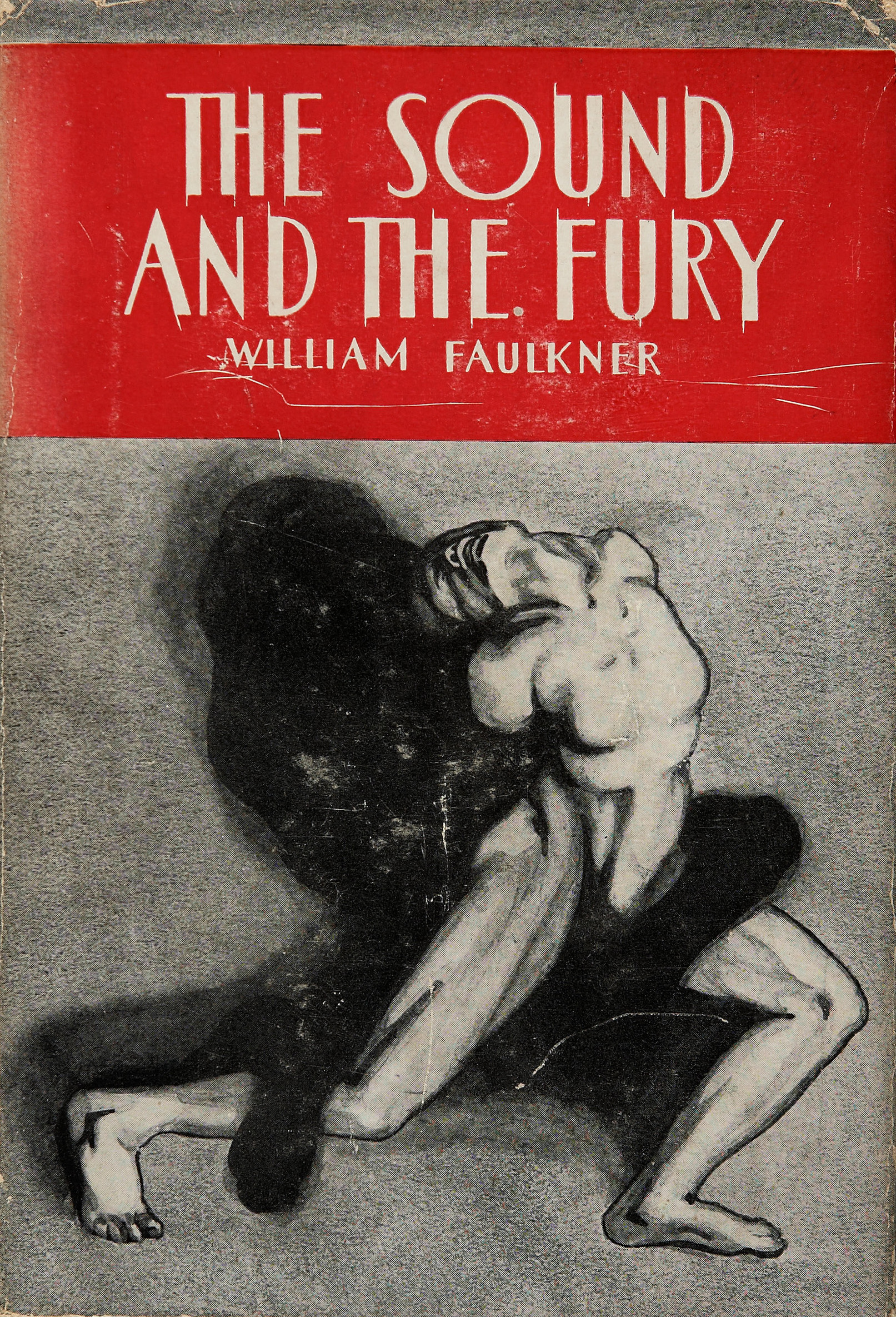
La première édition du Bruit et la Fureur en anglais

William Faulkner est largement reconnu comme étant l'écrivain le plus influent du sous-genre. La majeure partie de son œuvre se déroule dans le comté fictif de Yoknapatawpha, mettant en lumière la colère amère et l'anxiété profonde à la suite des bouleversements sociaux de la Guerre de Sécession. Ses récits mettent en scène divers groupes ethniques, incluant les Indiens Chicachas, les blancs pauvres et les noirs, ainsi que les familles aristocratiques, rendant l'œuvre de Faulkner profondément gothique. L'œuvre de Faulkner était étroitement liée à la mythologie sudiste et célébrait tout autant qu'elle critiquait la culture et la société du Sud américain. Les valeurs traditionnelles du Sud, telles que l'honneur et la chevalerie, se mêlaient à la terreur et au grotesque.
Le Bruit et la Fureur ("The Sound and the Fury") est l'un de ses romans les plus notables. Il décrit l'évolution de la famille Compson, qui passe d'une position d'aristocrates influents à un état de paupérisation et de disgrâce, et finalement de déclassement. Le récit est d'abord porté par Benjamin "Benjy" Compson, un homme de 33 ans souffrant d'un handicap intellectuel, puis par Quentin Compson, un personnage aux tendances suicidaires. La présence de ces personnages et d'autres, aux traits grotesques, et les relations sexuelles considérées comme perverses pour l'époque – incluant l'inceste et les relations interraciales – renforcent la tonalité gothique du roman.
Son roman ultérieur, Absalon, Absalon! ("Absalom, Absalom!"), conçu comme une œuvre complémentaire au Bruit et la Fureur, est également fortement ancré dans le genre gothique. Il aborde des thèmes religieux qui rappellent les concepts médiévaux de chevalerie et d'honneur propres au gothique.
Beaucoup d'autres œuvres de Faulkner, comme la nouvelle Une Rose pour Emily ("A Rose for Emily"), ont également défini le ton et les thèmes du genre et ont inspiré les auteurs qui lui ont succédé.

### Après Faulkner
L'œuvre de Faulkner a servi de catalyseur pour d'autres écrivains du Sud qui ont commencé à produire des œuvres dans une veine similaire au début du XXe siècle. Eudora Welty, bien qu'elle rejette le titre d'écrivaine gothique du Sud, a été une auteure de transition de Faulkner vers d'autres écrivains du Southern Gothic. Elle est souvent placée dans la tradition du Southern Gothic par les critiques littéraires en raison des allusions mythologiques persistantes dans ses œuvres et des décors hantés et délabrés qu'elle décrit.

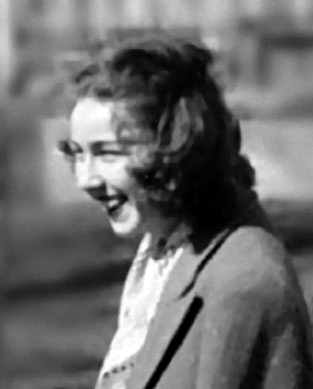
Flannery O'Connor, 1947

Flannery O'Connor, quant à elle, est considérée comme l'exemple même du sous-genre après Faulkner. O'Connor a embrassé le style et les tropes de la littérature gothique. Son œuvre est remarquée pour ses personnages grotesques, arriérés et moralement imparfaits, souvent dans des situations violentes. Son travail se déroulait fréquemment dans le Sud américain, et elle citait son héritage sudiste comme une clé de son développement en tant qu'écrivaine. Son œuvre abordait également des thèmes mystérieux.
O'Connor, une fervente catholique romaine, a beaucoup écrit sur le fondamentalisme religieux protestant fort du Sud. Dans Good Country People (en), Hulga, une intellectuelle athée physiquement handicapée et laide, tente de séduire un jeune vendeur de Bibles pour démontrer sa supériorité. Le vendeur s'avère être un escroc qui vole Hulga avant de la laisser abandonnée dans une grange. Ces allusions à la forte nature religieuse du Sud sont devenues un élément incontournable de la littérature gothique du Sud.
Carson McCullers, une autre auteure sudiste, est également connue pour ses personnages grotesques qu'elle utilisait principalement pour critiquer la culture. Ses œuvres se déroulent dans le Sud des États-Unis et mettent en scène des personnages excentriques souffrant de solitude, entrecoupés de moments de profonde empathie. Son premier roman, Le cœur est un chasseur solitaire ("The Heart is a Lonely Hunter"), inclut une jeune garçonne, un inadapté sourd-muet, et un homme qui sombre dans la folie. McCullers, ainsi que d'autres écrivains du Southern Gothic tels que Welty, ont utilisé ces personnages pour subvertir l'archétype dominant de la 'southern belle' dans la culture et la littérature sudistes.
L'œuvre de Tennessee Williams a apporté les thèmes du Southern Gothic à la scène américaine. Les pièces de Williams, comme d'autres œuvres du genre, présentaient des personnages imparfaits et égocentriques, avec une attention particulière portée à leur perversion sexuelle, y compris l'inceste. Son utilisation du grotesque est évidente et est souvent satirique avec un humour subtil,. Williams dépeignait souvent la différence flagrante entre le mythe sudiste idéalisé et la réalité du Sud au XXe siècle. Blanche Debois, dans la pièce de Williams Un tramway nommé Désir ("A Streetcar Named Desire"), illustre ce thème : elle représente une southern belle piégée dans un monde moderne.
L'œuvre de Truman Capote comportait souvent des thèmes de mystère et l'utilisation et la subversion des motifs gothiques. Son roman "Les Domaines hantés ("Other Voices, Other Room") présente un décor de manoir délabré et l'utilisation de personnages grotesques et physiquement déformés. Il met également en avant des personnages jeunes et queer.
Peut-être l'œuvre la plus célèbre du sous-genre Southern Gothic est Ne tirez pas sur l'oiseau moqueur ("To Kill a Mockingbird") de Harper Lee. Le livre utilise de nombreux éléments typiques du Southern Gothic liés à l'horreur surnaturelle pour critiquer les relations raciales, sociales et de classe du Sud américain.

## Œuvres

### Littérature
- 1929 : Sartoris et Le Bruit et la Fureur de William Faulkner ; Look Homeward, Angel de Thomas Wolfe
- 1930 : Tandis que j'agonise et A Rose for Emily de William Faulkner
- 1931 : Sanctuaire de William Faulkner
- 1932 : Tobacco Road d'Erskine Caldwell ; Lumière d'août de William Faulkner
- 1933 : Le Petit Arpent du bon Dieu d'Erskine Caldwell
- 1935 : Pylône de William Faulkner ; Kneel to the Rising Sun d'Erskine Caldwell
- 1936 : Absalon, Absalon! de William Faulkner
- 1937 : You Have Seen Their Faces d'Erskine Caldwell et Margaret Bourke-White
- 1938 : L'Invaincu de William Faulkner
- 1940 : Le cœur est un chasseur solitaire de Carson McCullers ; A Worn Path d'Eudora Welty ; Le Hameau de William Faulkner
- 1942 : Descends, Moïse de William Faulkner ; The Robber Bridegroom d'Eudora Welty
- 1944 : La Ménagerie de verre de Tennessee Williams
- 1946 : The member of the wedding de Carson McCullers
- 1947 : Un tramway nommé Désir de Tennessee Williams (prix Pulitzer)
- 1948 : La Nuit de l'iguane de Tennessee Williams ; L'Intrus de William Faulkner ; Les Domaines hantés de Truman Capote
- 1951 : Requiem pour une nonne de William Faulkner ; La Rose tatouée de Tennessee Williams
- 1952 : La Sagesse dans le sang de Flannery O'Connor
- 1953 : La Nuit du chasseur de Davis Grubb
- 1955 : La Chatte sur un toit brûlant de Tennessee Williams (Prix Pulitzer)
- 1957 : La Descente d'Orphée de Tennessee Williams.
- 1959 : Doux oiseau de jeunesse de Tennessee Williams
- 1960 : Ne tirez pas sur l'oiseau moqueur de Harper Lee (Prix Pulitzer)
- 1962 : Les Larrons de William Faulkner (Prix Pulitzer)
- 1965 : Le Gardien du verger de Cormac McCarthy
- 1972 : The Optimist's Daughter d'Eudora Welty (Prix Pulitzer)
- 1976 : Interview with the Vampire d'Anne Rice
- 1978 : Lancelot du Lac de Walker Percy
- 1980 : La Conjuration des imbéciles de John Kennedy Toole (Prix Pulitzer)
- 1994 : Minuit dans le jardin du bien et du mal de John Berendt
- 1996 : La Ligne verte de Stephen King
- 1998 : Big Fish de Daniel Wallace
- 2000 : Tideland de Mitch Cullin
- 2001 : La Communauté du Sud de Charlaine Harris
- 2002 : Le Petit Copain de Donna Tartt
- 2006 : Twilight (La Mort au crépuscule) de William Gay
- 2010 : 16 lunes de Kami Garcia et Margaret Stohl
- 2010 : 17 lunes de Kami Garcia et Margaret Stohl

### Films
- 1974 : La Balade sauvage de Terrence Malick
- 1981 : L'au-delà de Lucio Fulci
- 1987 : Angel Heart de Alan Parker
- 1997 : Minuit dans le jardin du bien et du mal de Clint Eastwood
- 1999 : Une histoire vraie de David Lynch
- 2000 : O'Brother de Joel et Ethan Coen
- 2003 : Big Fish de Tim Burton
- 2005 : Tideland de Terry Gilliam
- 2008 : Shotgun Stories de Jeff Nichols
- 2010 : Bad Lieutenant : Escale à la Nouvelle Orléans de Werner Herzog
- 2010 : Lovely Bones de Peter Jackson
- 2011 : The Tree Of Life de Terrence Malick
- 2012 : Bellflower de Evan Glodell
- 2012 : Les bêtes du sud sauvage de Benh Zeitlin
- 2012 : Martha Marcy May Marlene de Sean Durkin
- 2012 : Summertime de Matthew Gordon
- 2012 : Take Shelter de Jeff Nichols
- 2012 : Twixt de Francis Ford Coppola
- 2013 : Mud : Sur les rives du Mississippi de Jeff Nichols
- 2015 : Dixieland (en) de Hank Bedford

### Bandes dessinées et comics
- Preacher de Garth Ennis et Steve Dillon
- Melvile, l'histoire de Samuel Beauclair  de Romain Renard 2013 Le Lombard
- Melvile, l'histoire de Saul Miller de Romain Renard 2016 Le Lombard
- Swamp, un été dans le bayou de Johann G. Louis 2023 Dargaud

### Musique
- The Gun Club
- Drive-By Truckers
- Bobbie Gentry
- Iron and Wine
- Neil Young
- Neutral Milk Hotel
- Nick Cave and the bad seeds
- Reverend Glasseye
- Slim Cessna's Auto Club
- Phosphorescent
- Ugly Casanova
- R.E.M.
- Murder by Death
- Neko Case
- The Handsome Family
- 16 Horsepower
- Jim White
- Gene Clark
- Ethel Cain
- Gram Parsons
- Townes van Zandt
- Steve Earle
- Alex Chilton
- Josh Ritter
- The Afghan Whigs
- Whiskey & Company
- Geto Boys[24]

### Séries Télévisées
- 2014 : la première saison de True Detective

### Jeux vidéo
- Kentucky Route Zero, de Jake Elliott et Tamas Kemenczy
- Norco, un Point and click réalisé par le développeur Geography of Robots et nommé aux The Game Awards 2022 dans la catégorie "Meilleur premier jeu indépendant"